# قسم عباس الغربي الريفي (مقاطعة بستان أباد)
قسم عباس الغربي الريفي (بالفارسية: دهستان عباس غربی) هي منطقة سكنية تقع في إيران في ناحية تيكمه داش. يقدر عدد سكانها بـ 10,070 نسمة.